# Pascual Pérez
Pascual Gross Pérez (San Cristóbal, 17 de maio de 1957 – San Gregorio de Nigua, 1 de novembro de 2012), foi um jogador de basebol profissional dominicano que acamparou nas Grandes Ligas para o Pittsburgh Pirates, Atlanta Braves, Montreal Expos, e New York Yankees e participou do Jogo das Estrelas da Major League Baseball. Seu apelido é "I-285".